# Vestingwerken van Elburg
De vestingwerken van Elburg omvatten het stelsel van stadsmuren, poorten, torens, wallen en gracht van de Nederlandse stad Elburg, provincie Gelderland. Een deel van deze vestingwerken is behouden gebleven en aangewezen als rijksmonument.

## Geschiedenis
Elburg ontstond in de middeleeuwen op een dekzandrug langs de Zuiderzee. In 1233 zijn mogelijk de stadsrechten verleend en in 1270 zou Elburg reeds onderdeel uitmaken van de Hanze.

### Herbouw van Elburg
De Gelderse hertog Willem I gaf eind 14e eeuw opdracht om de stad landinwaarts te verplaatsen. Zijn rentmeester Arent thoe Boecop zorgde vanaf 1392 voor de uitvoering van deze verplaatsing. De nieuwe stad werd planmatig opgezet en kreeg een rechthoekige vorm met een strak stratenpatroon, omgeven door een stenen stadsmuur met torens en toegangspoorten en een stadsgracht.

### Oorlogen om Gelre
Tussen 1494 en 1543 vond een reeks conflicten plaats tussen Gelre en de Habsburgers. Zowel in de Gelderse Onafhankelijkheidsoorlog als de Gelderse Oorlogen werd Elburg door de verschillende strijdende partijen bezet, maar het lijkt dat er weinig sprake was van daadwerkelijke belegeringen: de stad werd snel ingenomen of zelfs bij verdrag overgedragen. Wel werden de stadspoorten versterkt en legde men een aarden wal en een buitengracht om de stad heen. 

### Tachtigjarige Oorlog
Al vrij snel na het begin van de Tachtigjarige Oorlog, in 1572, koos de stad de zijde van de Opstand. Geuzenleider Diederik Sonoy zorgde voor een verbetering van de vestingwerken, naar een ontwerp van Adriaan Anthonisz. Dit leverde de stad een nieuwe omwalling op, om de bestaande middeleeuwse stadsmuren heen.

### Rampjaar
Tijdens het Rampjaar 1672 had Elburg geen Staats garnizoen. Toen de vijandelijke troepen uit Münster opdoken voor de stadsmuren, opende het stadsbestuur dan ook de poorten om een belegering te voorkomen. Deze troepen werden al snel vervangen door een Franse bezetting.
De bezetting in de jaren 1672-1672 maakte van Elburg een verarmde stad. De Franse troepen hadden ook nog eens de wallen geslecht, waarmee Elburg nu in feite een open stad was, zonder noemenswaardige verdedigingswerken.

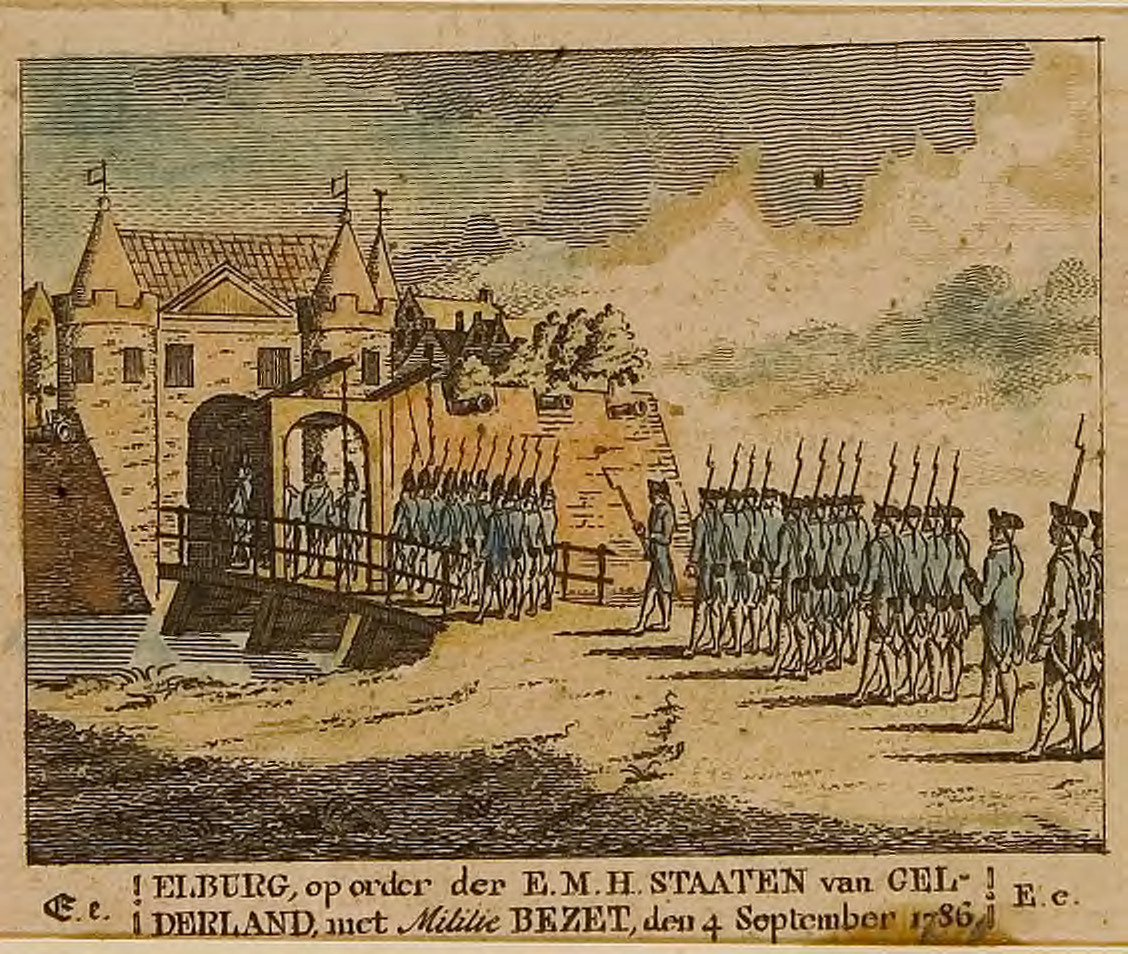
Inname van Elburg door de Staatse troepen in 1786

### Verval
In 1785 was Elburg een bolwerk van de patriotten, maar zij werden een jaar later door Staatse troepen verjaagd. Toen de Republiek in 1795 werd verslagen door Frankrijk, keerden de patriotten weer terug naar Elburg.
In de 19e eeuw volgde de afbraak van de meeste stadspoorten en delen van de stadsmuren. Het vrijkomende puin werd gebruikt om de havenpieren te verlengen.

## Beschrijving
Over de ommuring van het eerste Elburg is niets bekend. Mogelijk was er sprake van een aarden omwalling.

### Stadsmuren en omwalling
Van 1392 tot 1400 werd landinwaarts het tweede Elburg planmatig opgebouwd: de nieuwe stad kreeg een rechthoekige vorm van 250 bij 415 meter groot. Rondom werd een stenen stadsmuur opgetrokken, voorzien van 24 torens en twee toegangspoorten. Ook werd er een stadsgracht gegraven. De twee poorten werden tussen 1538-1543 voorzien van barbacanes met kazematten, terwijl om de stad heen nog een buitengracht werd gegraven; tussen beide grachten in kwam een middenwal.

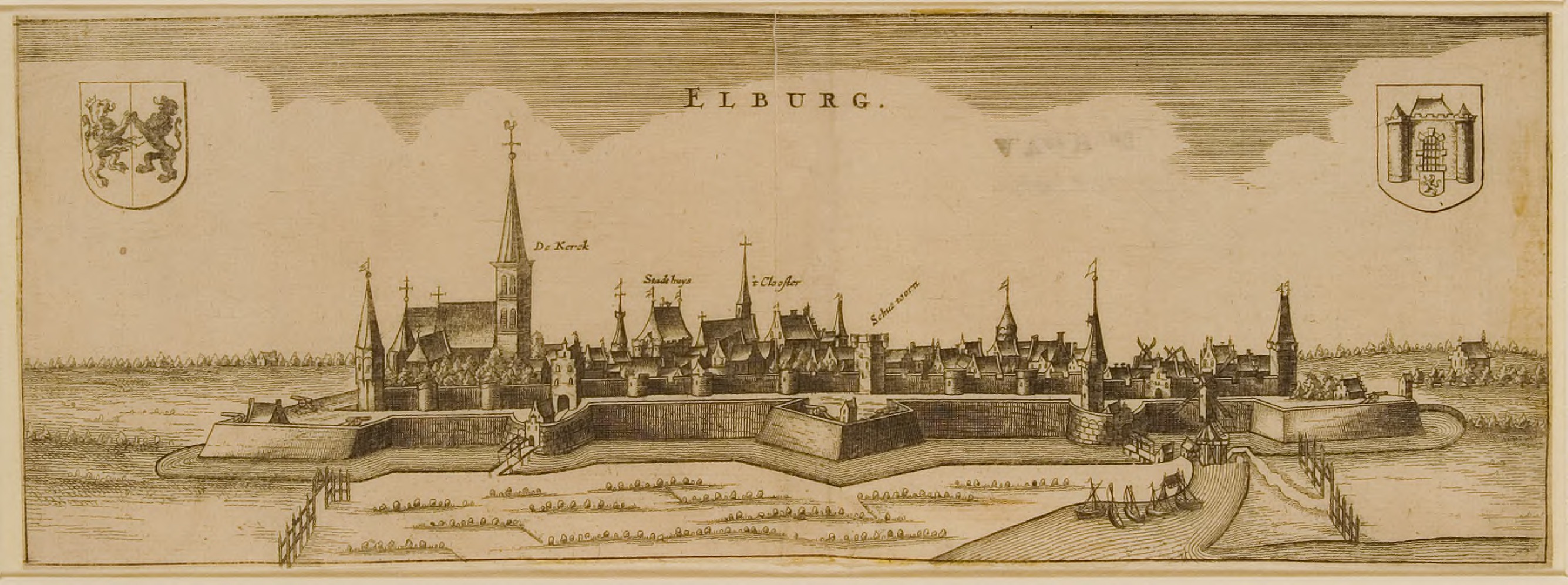
Elburg midden 17e eeuw

Van 1580 tot 1592 werden de vestingwerken aangepast naar ontwerp van Adriaan Anthonisz. De oude stadsmuren waren immers niet meer bestand tegen het moderne geschut, waardoor de verdediging geheel werd verlegd naar de middenwal. Deze wal werd omgebouwd tot een hoge verdedigingswal met een borstwering en vier hoekbastions. De buitengracht werd verbreed en verdiept, maar de binnengracht werd gedempt.
De nieuwe vestingwerken hadden niet alleen een verdedigende functie. Zij bleken ook praktisch als waterkering, zodat Elburg niet meer onder water liep bij overstromingen. Wel zorgden deze overstromingen voor schade aan de wallen, waardoor al in 1611 herstelwerk nodig was. In 1629 werd nog een retranchement aangelegd tussen de stad en de Zuiderzee. Nieuwe plannen voor het versterken van de verdedigingswerken werden hierna niet meer uitgevoerd, omdat het belang van Elburg als vesting afnam.

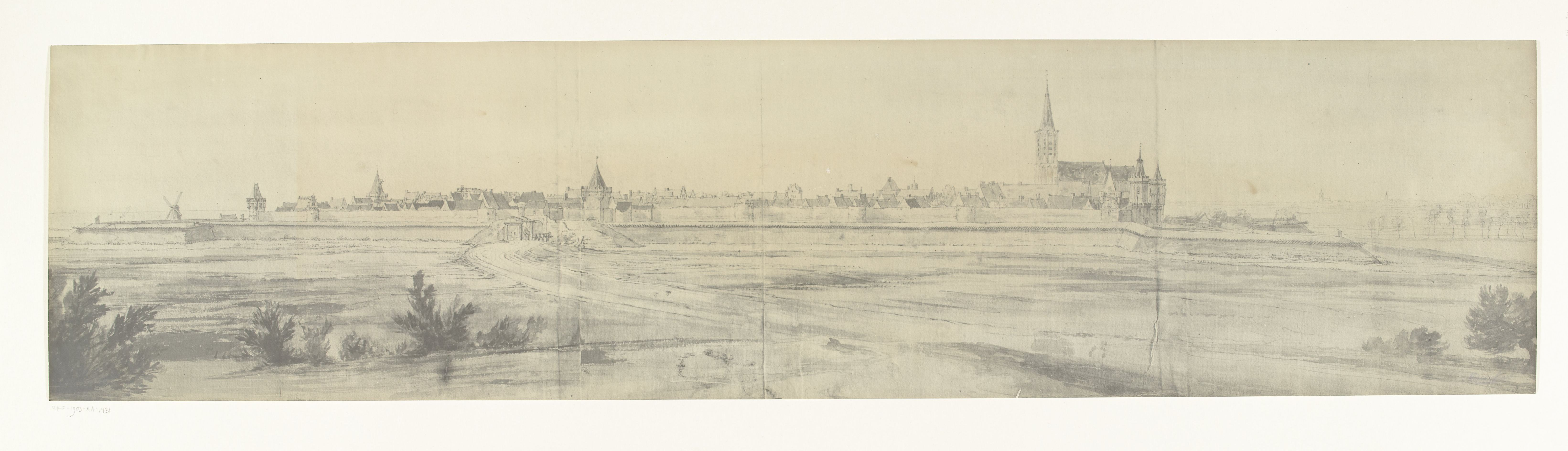
Gezicht op Elburg in 1672

De Franse troepen zouden in 1672-1673 de vesting nog versterkt hebben vanwege de Staatse vloot op de Zuiderzee, maar ze lieten kort voor hun vertrek de aarden wallen slechten.
In de 19e eeuw verdween het grootste deel van de stadsmuren en de stadspoorten.

### Stadspoorten
Elburg telde aanvankelijk twee stadspoorten. Later werd dit uitgebreid tot vier poorten. Alleen de Vischpoort is behouden gebleven.

#### Goorpoort
De Goorpoort (ook wel: Zuiderpoort) behoorde samen met de Meenpoort tot de oudste stadspoorten. Bij de stadsaanleg in de periode 1392-1400 werd de Goorpoort gebouwd in de zuidwestelijke muur. In de periode 1538-1543 werden de barbacane en bomvrije kazemat toegevoegd in opdracht van hertog Willem van Gulik. De houten ophaalbrug werd in 1764 vervangen door een stenen boogbrug. In de tweede helft van de 19e eeuw is de poort afgebroken.

#### Meenpoort
Net als de Goorpoort werd ook de Meenpoort (ook wel: Mheenpoort, Medenpoort of Oosterpoort ) gebouwd bij de stadsaanleg in de periode 1392-1400. De Meenpoort was gelegen in de noordoostelijke stadsmuur. In de periode 1538-1543 werden de barbacane en bomvrije kazemat toegevoegd in opdracht van hertog Willem van Gulik. De houten ophaalbrug werd in 1804 vervangen door een stenen boogbrug. In de tweede helft van de 19e eeuw is de poort afgebroken.

#### Vischpoort
De Vischpoort is gebouwd aan de zeezijde van Elburg. Aanvankelijk was de Vischpoort niet meer dan een muurtoren die toegang bood tot de middenwal. Bij de grote uitbreiding van de vesting in 1592 werd de toren omgebouwd tot een echte stadspoort die voortaan toegang gaf tot de haven. Voor de poort werd een bomvrije kazemat aangelegd.
De poort heeft een overwelfde doorgang en op de verdieping een wachtlokaal. Op de vier hoeken zijn arkeltorentjes aangebracht. Het achtkantige leien dak is een ingesnoerde naaldspits waarin zich een voorziening bevindt voor een kustlicht: de poort fungeerde sinds 1731 namelijk ook als vuurtoren. Dat is dan ook de reden waarom de poort niet is afgebroken in de 19e eeuw.
De houten ophaalbrug werd in de 19e eeuw vervangen door een stenen boogbrug.

#### Kleine Poort
In de zuidoostelijke stadsmuur stond een muurtoren die de Susterentoren werd genoemd. Deze naam was afkomstig van het nabijgelegen vrouwenklooster. Toen graaf Hendrik van den Bergh in de 17e eeuw in Elburg woonde, wenste hij dicht bij zijn woning te kunnen beschikken over een snelle vluchtroute de stad uit, en de oplossing bleek het aanbrengen van een klein poortje in de Susterentoren. Deze Kleine Poort (ook wel: Graaf Hendrikpoort, Oosterpoort, Landpoort, Susterenpoort of Zwolse Poort) bood alleen doorgang aan voetgangers, maar is later nog wel verbreed. Zowel de toren als de poort werden ook gebruikt als gevangenis. 
In de 18e eeuw werden de Susterentoren en de Kleine Poort afgebroken, maar de poort werd hierna in een andere vorm herbouwd. Uiteindelijk verdween in de 19e eeuw ook deze poort, vanwege de aanleg van de Zuiderzeestraatweg. 

## Bewaard gebleven onderdelen van de vesting
De buitengracht en de Vischpoort zijn behouden gebleven. Aan de noord-, zuid- en westzijde van het centrum zijn nog diverse gedeeltes van de middeleeuwse stenen stadsmuur met halfronde muurtorens zichtbaar. Langs de Oosterwalstraat is de stadsmuur opgenomen in de muurhuizen. Van de Meenpoort resteren alleen nog twee 18e-eeuwse zandstenen leeuwen.
De vorm van de 16e-eeuwse wal met bastions is ook nog steeds duidelijk herkenbaar. Bij de voormalige stadspoorten zijn de restanten zichtbaar van de kazematten met bomvrije kanonkelders.
De diverse onderdelen van de vesting zijn aangewezen als rijksmonument.

## Afbeeldingen

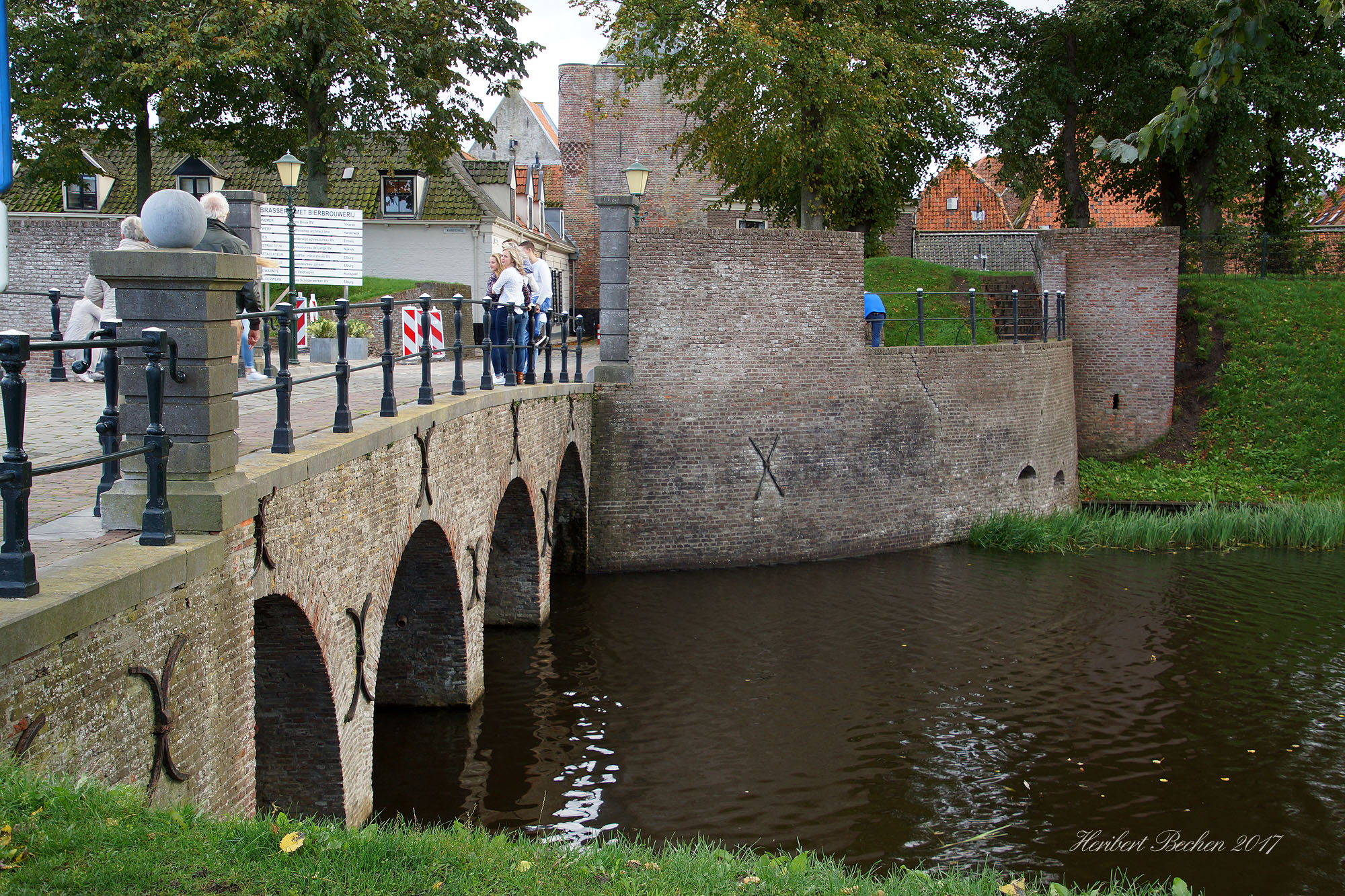
De barbacane bij de Vischpoort
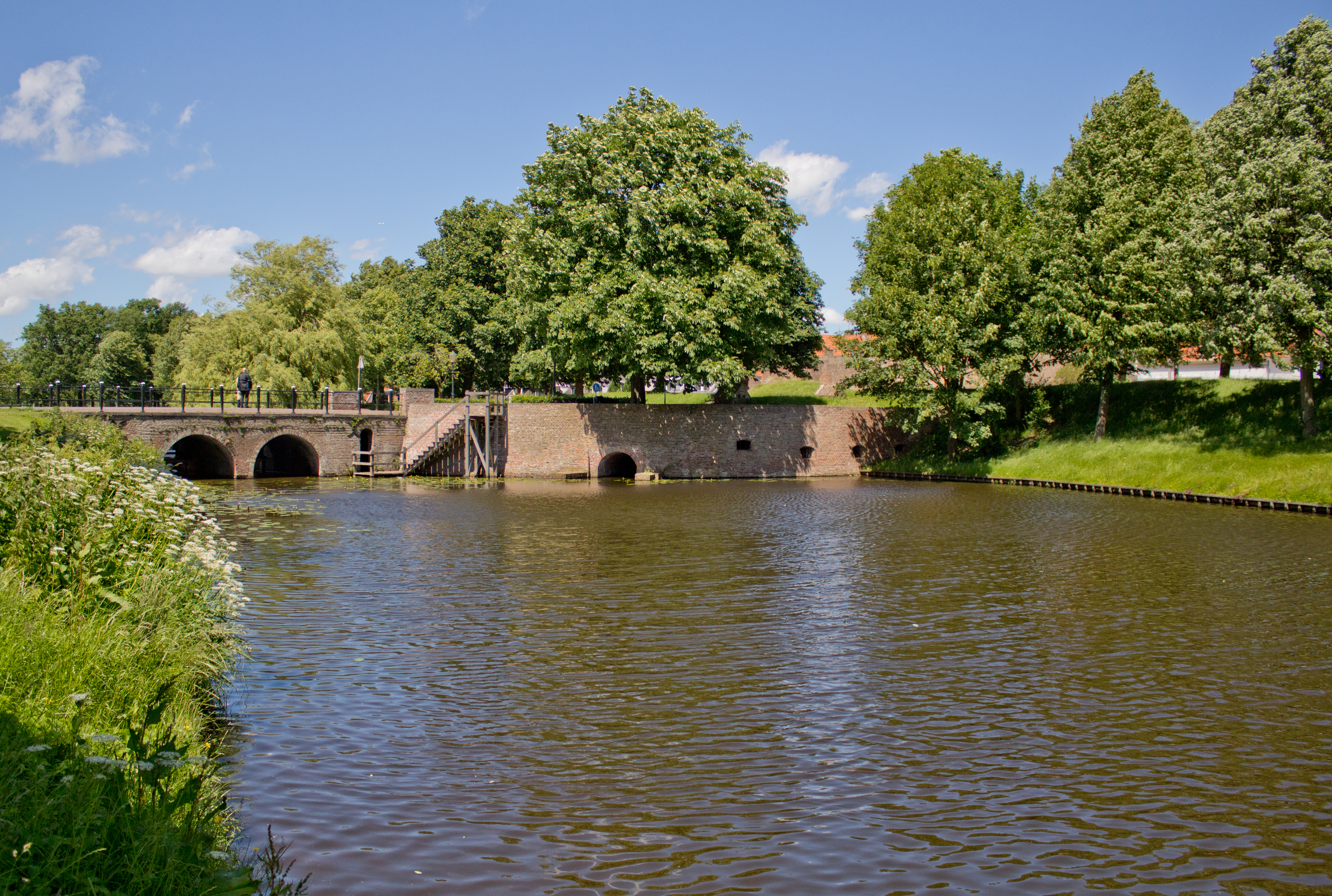
De barbacane bij de voormalige Goorpoort
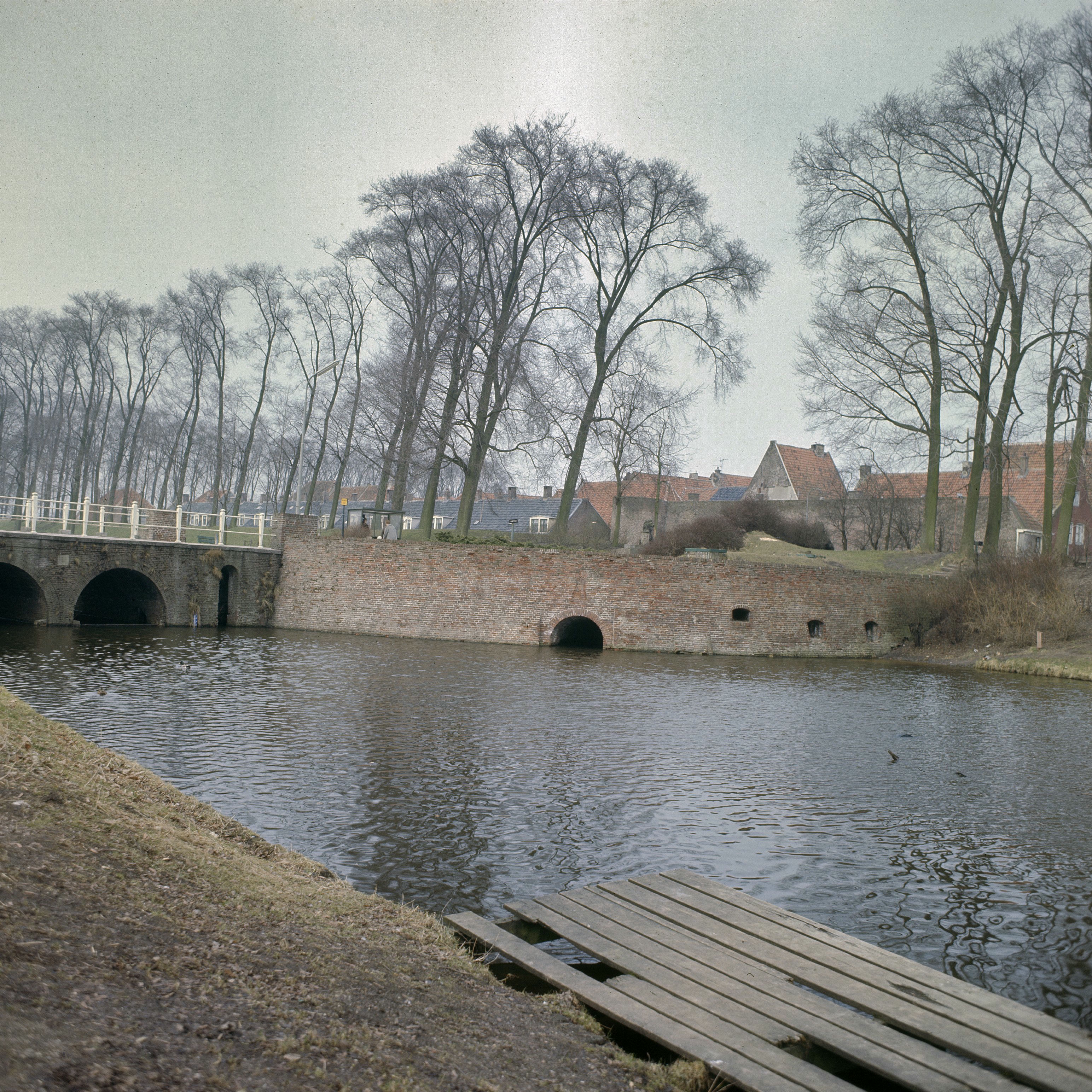
Kazemat bij de voormalige Meenpoort
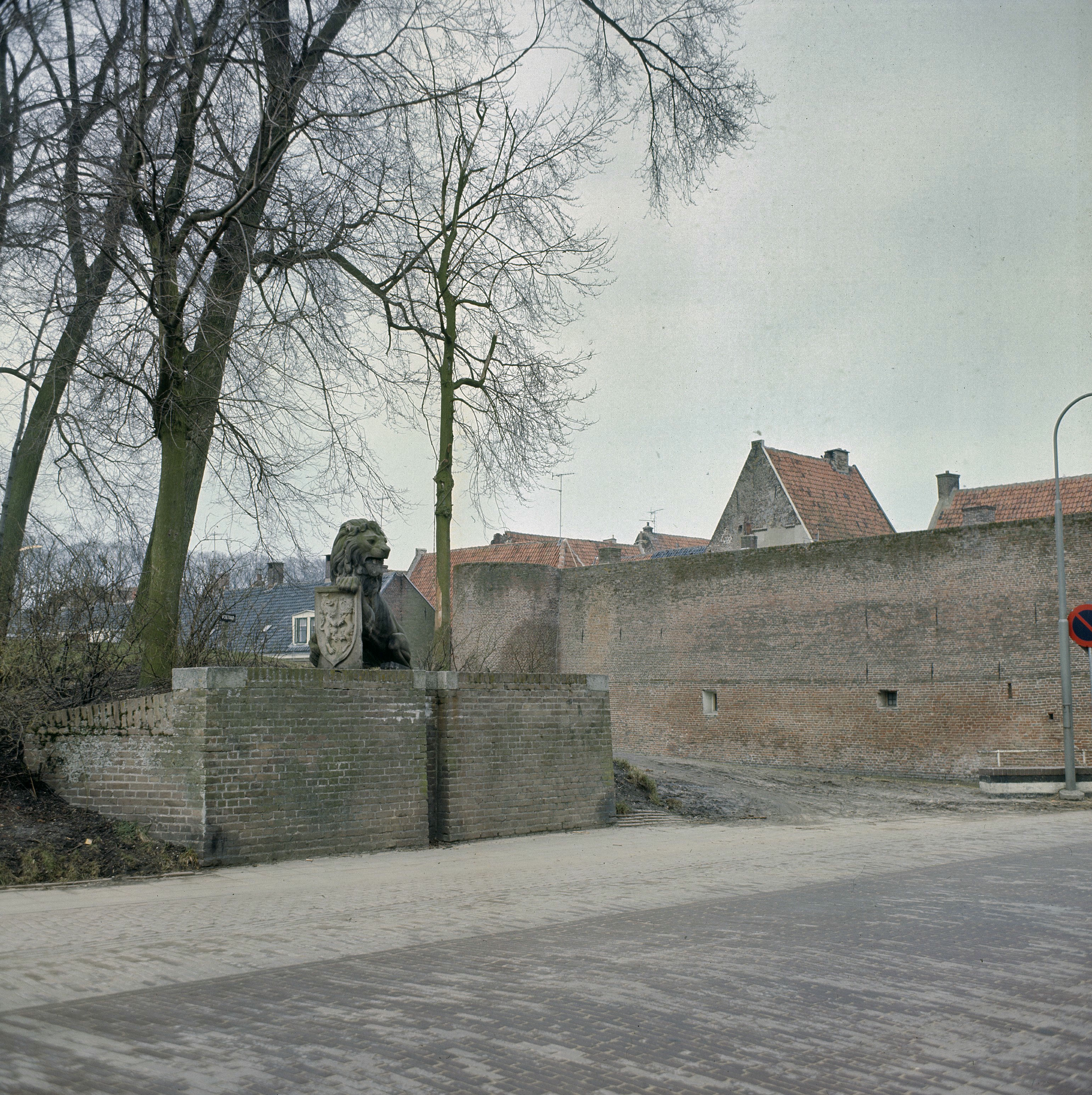
Stadsmuur met muurtoren. De zandstenen leeuw is een restant van de Meenpoort.
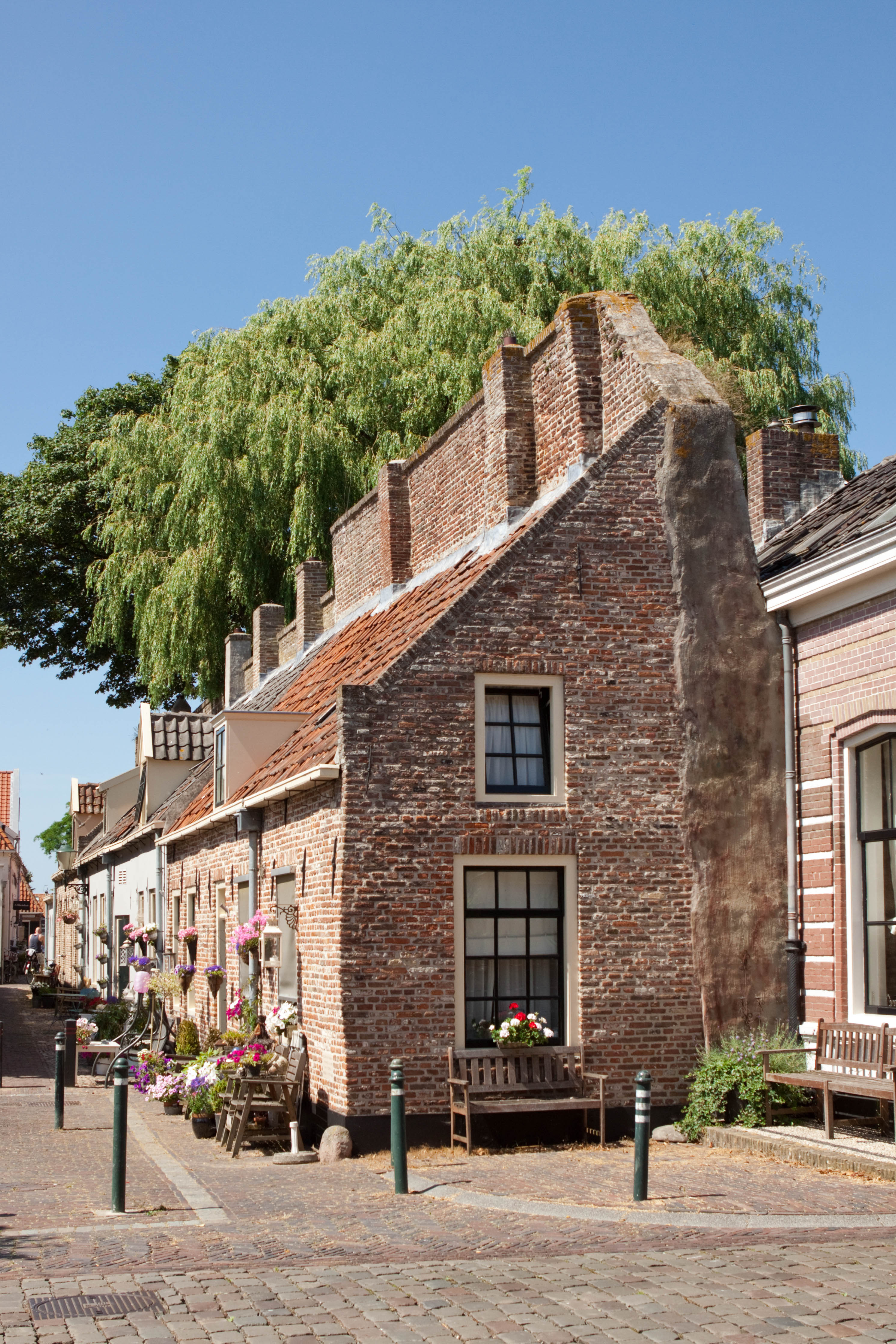
Muurhuizen
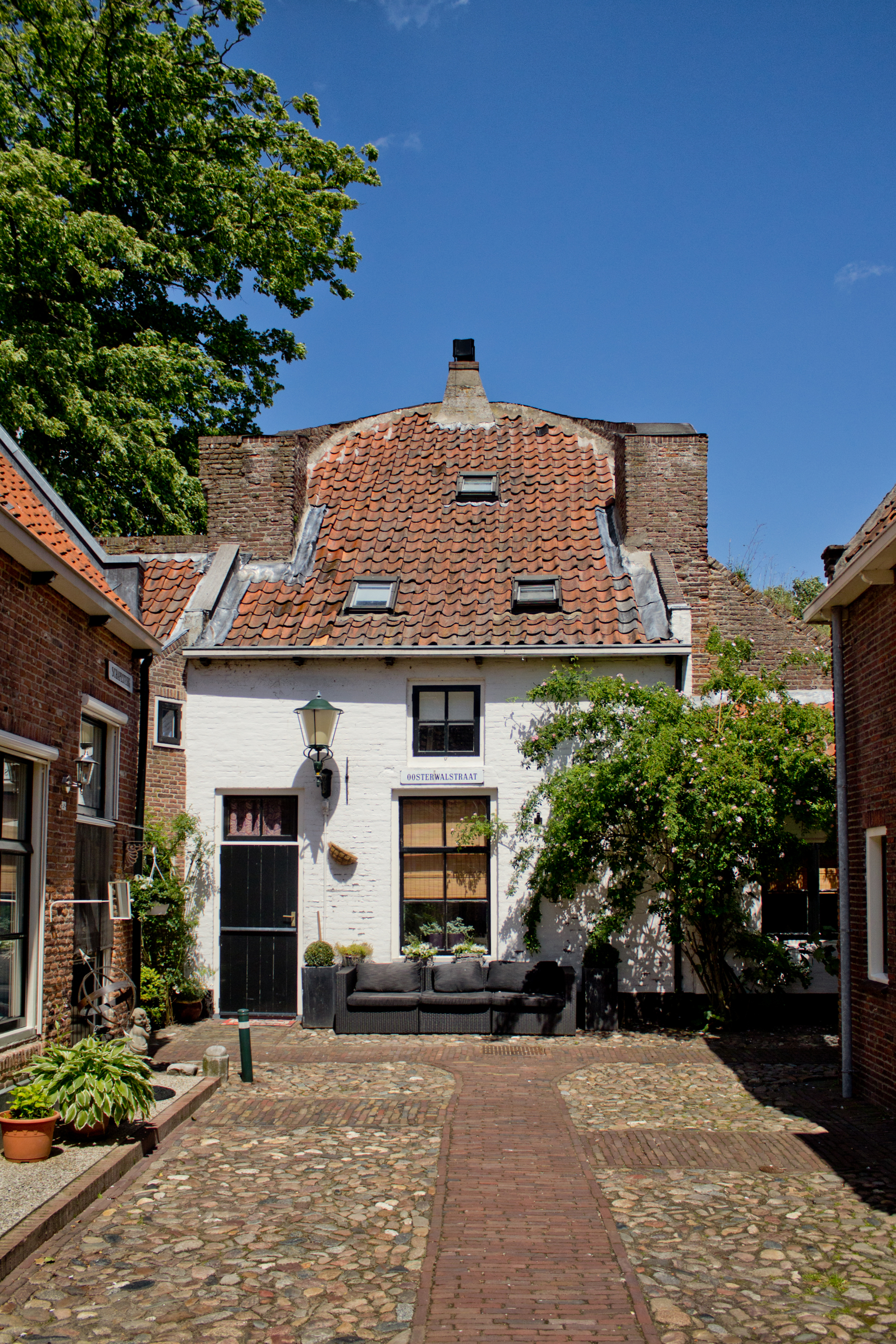
Muurtoren waarin een woning is gebouwd
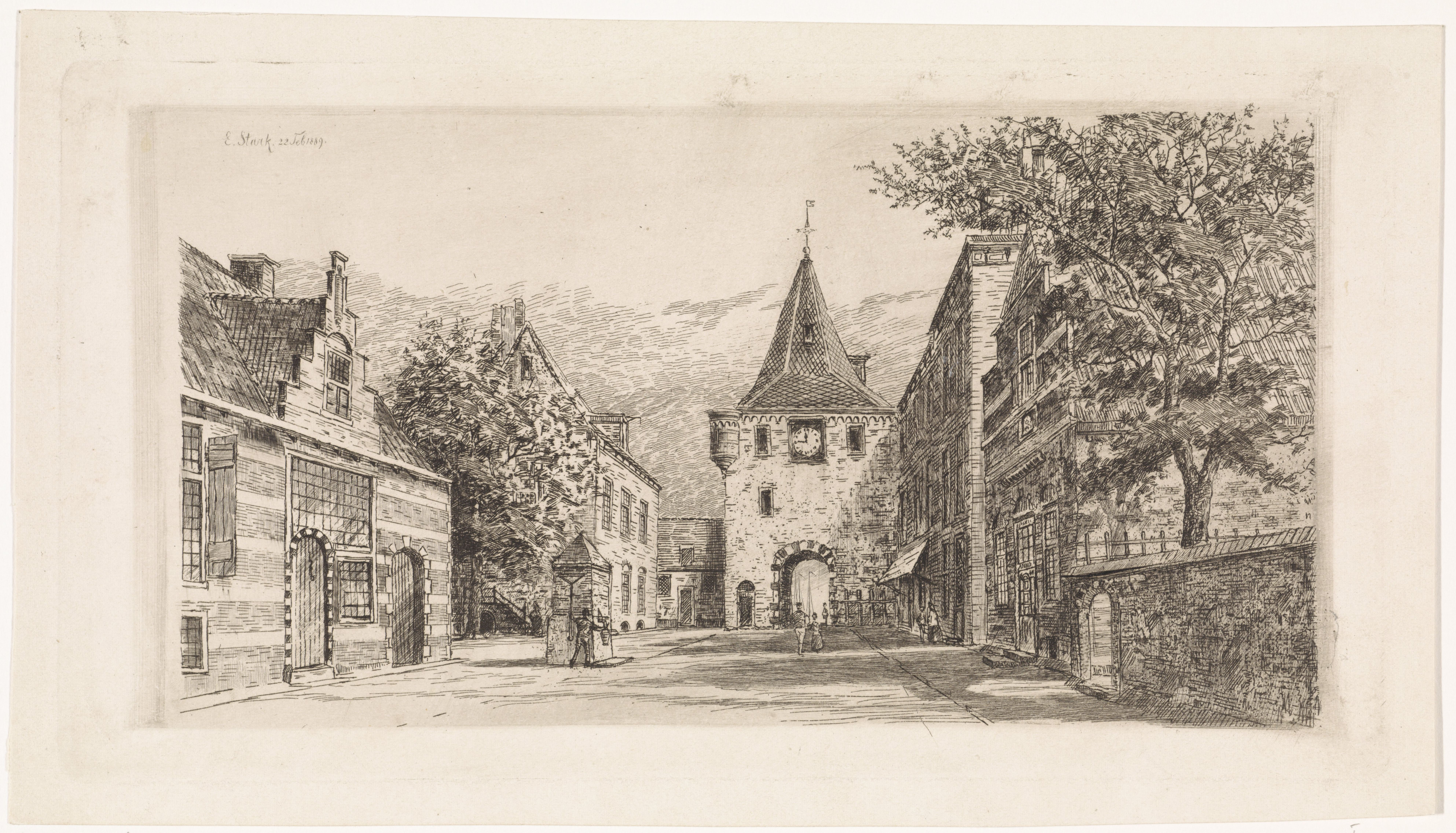
De Vischpoort in 1889
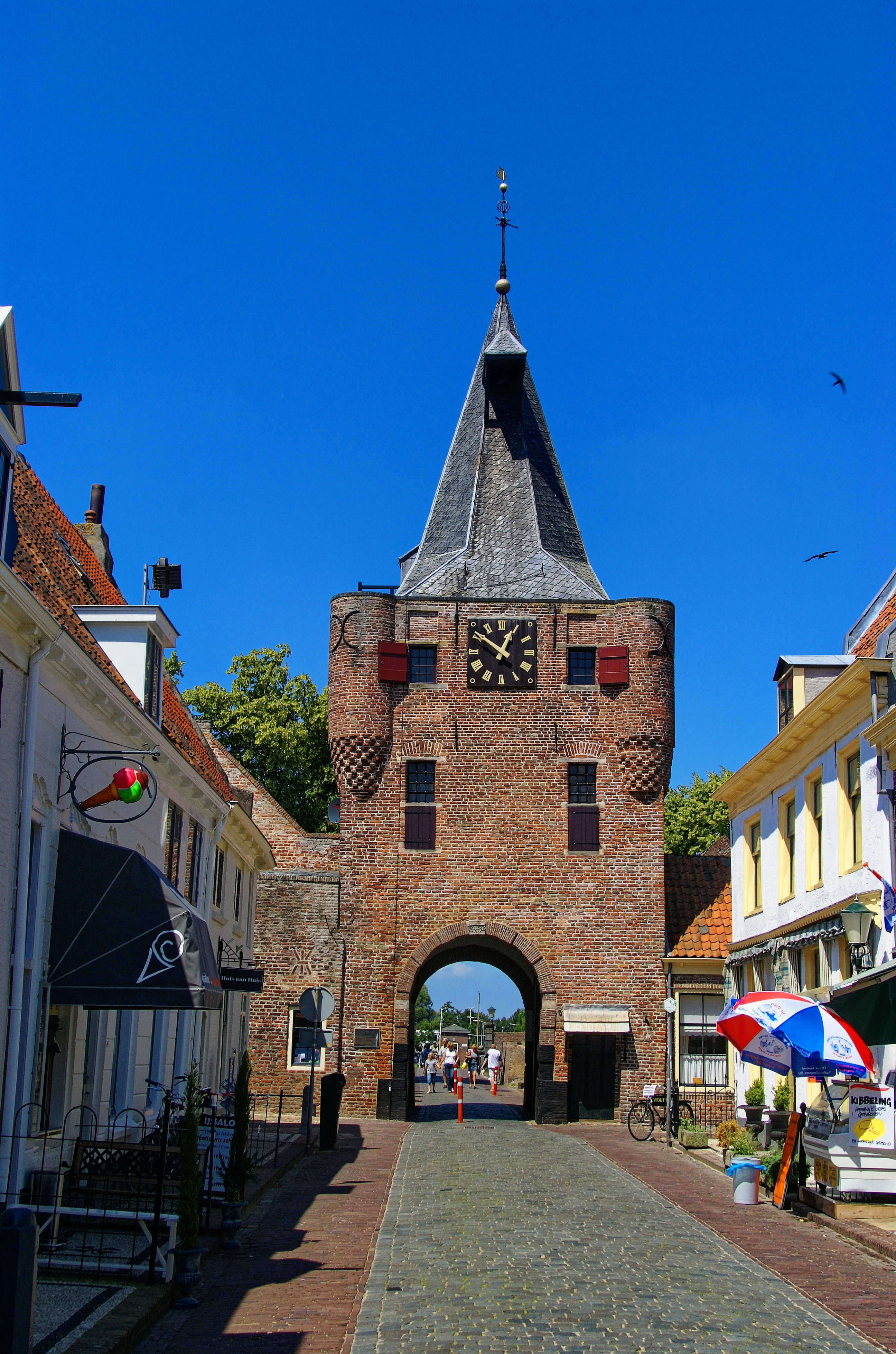
De Vischpoort

Alkmaar · Amsterdam · Blokzijl · Borculo · Bredevoort · Coevorden · Delden · Enschede · Genemuiden · Goor · Haarlem · Hattem · 's-Hertogenbosch · Huissen · Klundert · Lochem · Maastricht · Montfoort · Naarden · Ommen · Ootmarsum · Rhenen · Roermond · Rijssen · Sittard · Sneek · Steenbergen · Steenwijk · Terborg · Valkenburg · Zaltbommel · Zevenaar · Zwartsluis · Zwolle